# Gangaridopsis citrina
Gangaridopsis citrina är en fjärilsart som beskrevs av Alfred Ernest Wileman 1911. Gangaridopsis citrina ingår i släktet Gangaridopsis och familjen tandspinnare. Inga underarter finns listade i Catalogue of Life.